# Лашук, Лев Павлович
Лев Па́влович Лашу́к (7 декабря 1925, с. Песочное, Брянская губерния — 10 декабря 1990, Москва) — советский и российский учёный-этнограф и этнолог, специалист по финно-угорским народам. Доктор исторических наук (1964), профессор (1966).

## Биография
В 1945—1950 годах — студент кафедры этнографии исторического факультета МГУ.
В 1950—1956 годах — младший научный сотрудник, в 1956—1960 годах — старший научный сотрудник отдела языка, литературы и истории Коми Филиала АН СССР.
В 1954 году в Институте Этнографии АН СССР защитил кандидатскую диссертацию на тему «Этническая история Печорского края».
В 1960—1966 годах — доцент, в 1966—1990 годах — профессор кафедры этнографии исторического факультета МГУ.
В 1964 году защитил в МГУ докторскую диссертацию на тему «Этническая история и национальная консолидация коми (зырян)».

## Работы
- Очерк этнической истории Печорского края. Сыктывкар, 1958. 200 с.;
- Происхождение народа коми. Сыктывкар, 1961. 40 с.;
- О формах донациональных этнических связей // Вопросы истории. 1967. № 4;
- Историческая структура социальных организмов средневековых кочевников // Советская этнография. 1967. № 4. С. 25-39;
- Опыт типологии этнических общностей средневековых тюрок и монголов // Советская этнография. 1968. № 1. С. 95-106;
- Формирование народности коми. М., 1972. 292 с.;
- Кочевничество и общие закономерности истории // Советская этнография. 1973. № 2. С. 83-95;
- Введение в историческую социологию. М., 1977. Вып. 1. Историография и методология исторической социологии. 172 с.; Вып. 2. Конкретные проблемы исторической социологии. 148 с.;
- К определению основного объекта познания в исторической науке // Вестник Московского университета. Серия 8. История. 1979. № 5. С. 30-42;
- Кафедра этнографии (совместно с Г. Е. Марковым) // Историческая наука в Московском университете. М., 1984;
- Народы Сибири (совместно с В. В. Карловым) // Этнология: Учебник. М., 1994. С. 309—332;